# Éragny
Éragny, et à partir du 1er janvier 2026 Éragny-sur-Oise, est une commune française située dans le département du Val-d'Oise en région Île-de-France.
Ses habitants sont appelés les Éragniens.

## Géographie

### Localisation
La commune est située sur la rive gauche de l’Oise, à 30 km au nord-ouest de Paris.
Elle est membre de la ville nouvelle de Cergy-Pontoise, tout comme les villes de Cergy, Pontoise, Saint-Ouen-l'Aumône, Jouy-le-Moutier, Osny, Vauréal, Menucourt, Courdimanche, Neuville-sur-Oise, Puiseux-Pontoise et Boisemont (depuis 2005). Elle fait aussi partie de la communauté d'agglomération de Cergy-Pontoise.

### Communes limitrophes
| Pontoise          | Saint-Ouen-l'Aumône      |                   |
| Cergy             | Éragny                   | Herblay-sur-Seine |
| Neuville-sur-Oise | Conflans-Sainte-Honorine |                   |

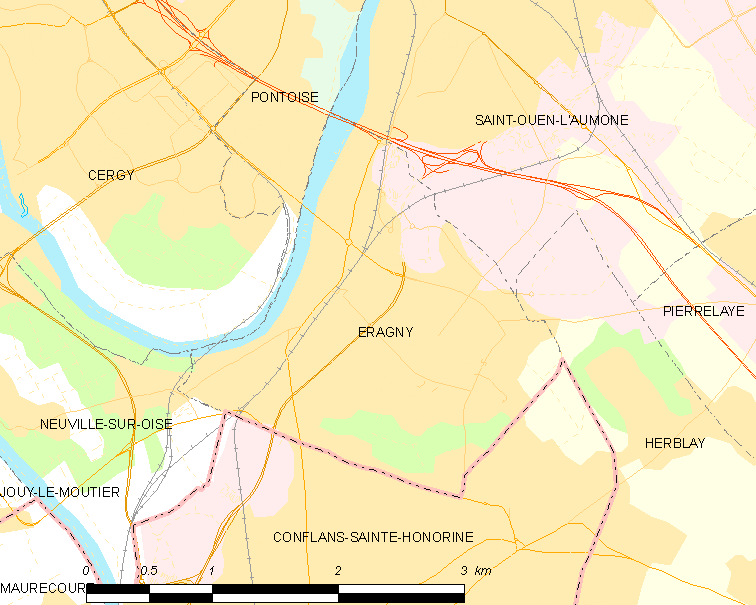
Carte de la commune.
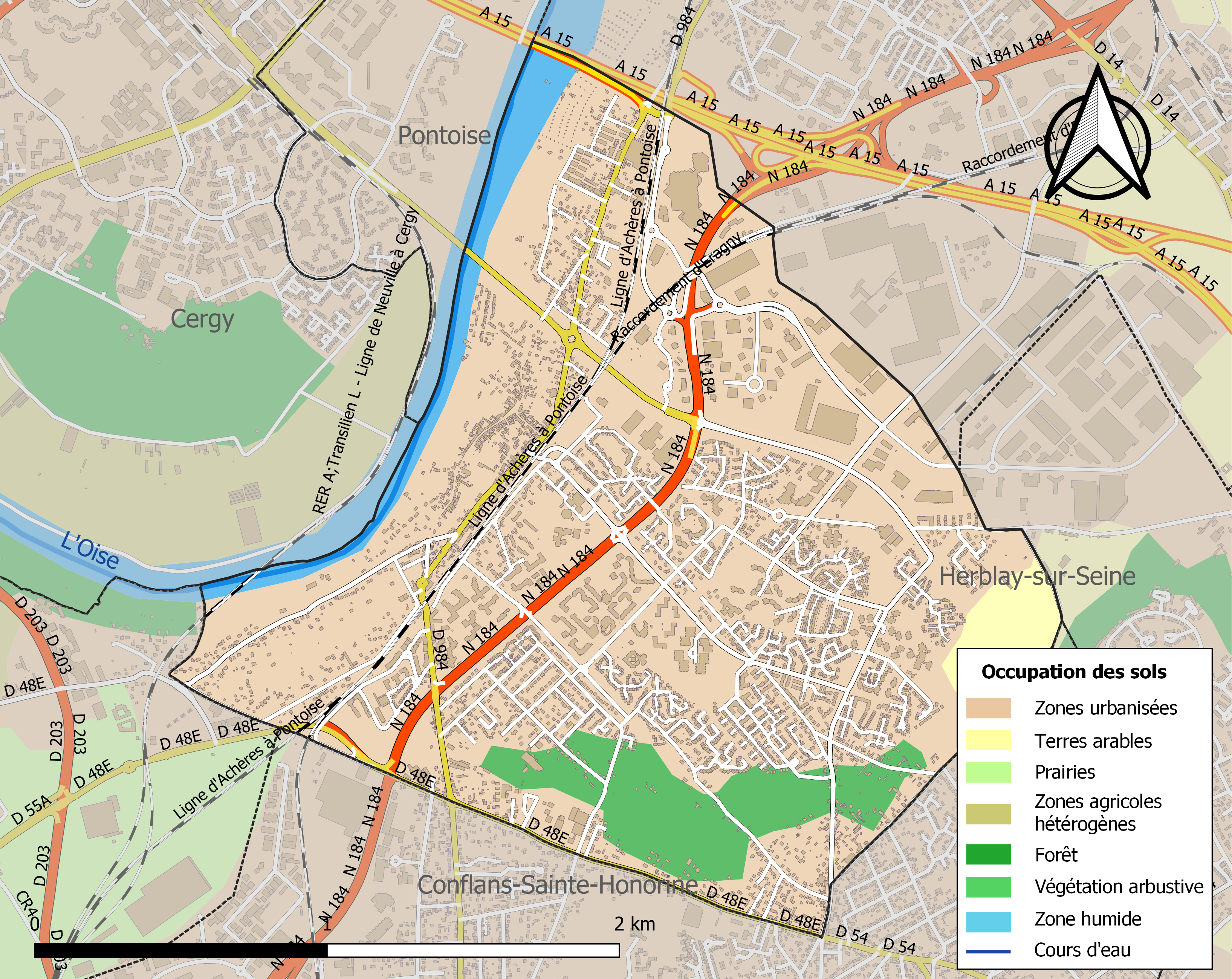
Occupation des sols

### Climat
En 2010, le climat de la commune est de type climat océanique dégradé des plaines du Centre et du Nord, selon une étude du CNRS s'appuyant sur une série de données couvrant la période 1971-2000. En 2020, Météo-France publie une typologie des climats de la France métropolitaine dans laquelle la commune est dans une zone de transition entre le climat océanique et le climat océanique altéré et est dans la région climatique Sud-ouest du bassin Parisien, caractérisée par une faible pluviométrie, notamment au printemps (120 à 150 mm) et un hiver froid (3,5 °C).
Pour la période 1971-2000, la température annuelle moyenne est de 11,5 °C, avec une amplitude thermique annuelle de 14,7 °C. Le cumul annuel moyen de précipitations est de 656 mm, avec 10,9 jours de précipitations en janvier et 7,9 jours en juillet. Pour la période 1991-2020, la température moyenne annuelle observée sur la station météorologique la plus proche, située sur la commune de Pontoise à 4 km à vol d'oiseau, est de 12,5 °C et le cumul annuel moyen de précipitations est de 666,7 mm,. Pour l'avenir, les paramètres climatiques de la commune estimés pour 2050 selon différents scénarios d'émission de gaz à effet de serre sont consultables sur un site dédié publié par Météo-France en novembre 2022.
| Mois                                  | jan.             | fév.             | mars          | avril         | mai           | juin           | jui.         | août           | sep.        | oct.            | nov.           | déc.             | année      |
| ------------------------------------- | ---------------- | ---------------- | ------------- | ------------- | ------------- | -------------- | ------------ | -------------- | ----------- | --------------- | -------------- | ---------------- | ---------- |
| Température minimale moyenne (°C)     | 2,7              | 2,6              | 4,5           | 6,4           | 9,8           | 13             | 14,9         | 14,7           | 11,7        | 9,1             | 5,6            | 3,3              | 8,2        |
| Température moyenne (°C)              | 5,3              | 5,8              | 8,8           | 11,7          | 15,2          | 18,4           | 20,5         | 20,4           | 16,9        | 13              | 8,5            | 5,7              | 12,5       |
| Température maximale moyenne (°C)     | 7,8              | 9,1              | 13,1          | 16,9          | 20,5          | 23,8           | 26,1         | 26,2           | 22,2        | 17              | 11,5           | 8,2              | 16,9       |
| Record de froid (°C) date du record   | −12,5 01.01.1997 | −12,3 07.02.1991 | −8,1 01.03.05 | −2,4 08.04.03 | −0,5 06.05.19 | 1,8 05.06.1991 | 6 04.07.1990 | 5,6 26.08.1993 | 0 30.09.18  | −3,6 30.10.1997 | −10 24.11.1998 | −10,4 29.12.1996 | −12,5 1997 |
| Record de chaleur (°C) date du record | 16,7 18.01.07    | 21,5 27.02.19    | 25,8 16.03.12 | 29,8 29.04.10 | 32,9 27.05.05 | 39,7 27.06.11  | 40 01.07.15  | 40 09.08.20    | 36 15.09.20 | 31,1 01.10.11   | 22 08.11.15    | 17,5 17.12.15    | 40 2020    |
| Précipitations (mm)                   | 57,9             | 52,1             | 49,4          | 45,4          | 62,2          | 53,5           | 49           | 52,9           | 46,3        | 63,9            | 59             | 75,1             | 666,7      |

## Urbanisme

### Typologie
Au 1er janvier 2024, Éragny est catégorisée grand centre urbain, selon la nouvelle grille communale de densité à sept niveaux définie par l'Insee en 2022.
Elle appartient à l'unité urbaine de Paris, une agglomération inter-départementale regroupant 407  communes, dont elle est une commune de la banlieue,,. Par ailleurs la commune fait partie de l'aire d'attraction de Paris, dont elle est une commune du pôle principal,. Cette aire regroupe 1 929 communes,.

### Morphologie urbaine
La ville d’Éragny peut se découper en deux zones distinctes : Le Village et le Plateau. Le village se trouve sur les bords de l'Oise en bas de la côte, tandis que le Plateau représente le reste de la ville.
Le village d’Éragny peut dater du XIe siècle. Il se compose de longues lignes d'anciennes fermes allant du haut de la côte de la rue de la Gare jusqu'au pont séparant la ville avec Cergy. Le village semble se regrouper autour de trois pôles majeurs. D'une part autour de l'église dont la place remonte au XIe siècle, d'autre part l'ancien château dont l'entrée se trouvait place de la République, mais aussi le Lavoir et sa fontaine qui regroupe une partie des habitations.
Le plateau quant à lui fut pendant longtemps un lieu où s’exerçait l'agriculture. Il était composé avant la Ville Nouvelle de champs, de bosquets, mais aussi d'habitations et de fermes. Avec les débuts de la construction de la Ville Nouvelle de Cergy-Pontoise dans les années 1970, le plateau d’Éragny se recouvre de divers quartiers. On peut citer pour les plus connus, la Challe, les Dix Arpents, La Butte, le Grillon, Les Rayes, l'Ourcq, etc..
Dans son ensemble la ville d’Éragny suit la logique des autres villes de l'agglomération. Elle possède son centre historique au bord de l'Oise, tandis que son centre démographique se trouve plutôt dans les habitations nouvelles. On peut néanmoins noter que la ville présente un grand nombre d'espaces verts. On peut déjà citer les quelques bois : La Chasse-Marée, le Bois Méresse, le Bois du Grillon et le Bois de la Butte. On peut aussi parler du Parc Urbain qui fait la liaison entre la Challe, les Rayes, les Pyramides et le Bois de la Chasse-Marée et de l'aire des loisirs Aimé Césaire qui fait le lien avec les Dix Arpents, l'Ourcq, les Rayes et les Villageoises.
En 2020, la ville est décrite ainsi : « Quelques pavillons coquets, parfois fleuris, voisinent avec de petits immeubles ». Éragny compte un petit centre-ville disposant d'une supérette, d'une pharmacie, d'une boucherie et d'une bibliothèque. La commune compte 30 % de logements sociaux.

### Logement
Évolution du nombre de logements :
- 1968 : 1 056
- 1975 : 1 289
- 1982 : 5 138
- 1990 : 5 664
- 1999 : 5 682
- 2007 : 5 890
- 2011 : 6 362
- 2017 : 7 148

L’évolution de la quantité de logements a suivi et absorbé le pic de croissance de la population de 1975 à 1982, pour quasi-stagner de 1990 à 1999 puis reprendre avec une croissance rapide. La répartition est en 2011 de 45 % en maisons et 54 % en appartements. De 2006 à 2011, le nombre de maisons a crû de 1,5 % et celui des appartements de plus de 4 %. Il y a peu de terrains à bâtir disponibles ; la mairie a donc favorisé la construction de logements collectifs. Cette tendance se poursuit en 2015 avec plusieurs importants programmes de construction, auxquels la nouvelle municipalité élue en 2014 souhaite mettre un frein.

## Toponymie
Le nom de la localité est attesté sous la forme Herigniaco au Xe siècle, Heriniacus au XIe siècle, Eriniaco en 1119[réf. nécessaire].
Du nom latin Herrinius, avec le suffixe acum.

## Histoire

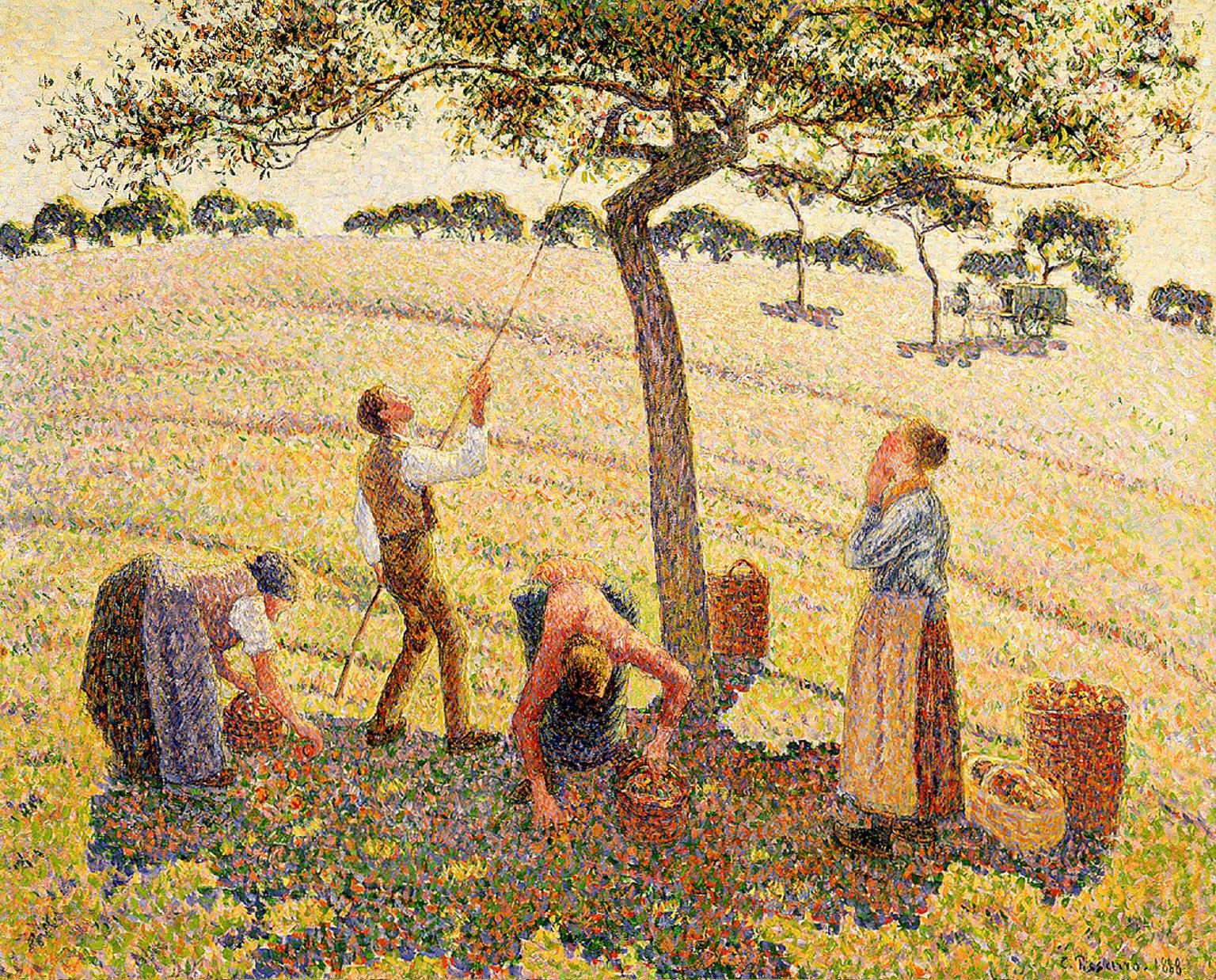
La Récolte des pommes par Camille Pissarro ; Contrairement à ce que l’on peut parfois lire, le peintre n'a jamais habité Éragny, ni peint aucun paysage d’Éragny-sur-Oise, ce tableau représenterait Éragny-sur-Epte et non Éragny).

Au début du xiie siècle, les terres et le village, qui portait le nom d'Erigny, appartenait aux religieux de l'abbaye de Saint-Martin-des-Champs.
Placé sur la falaise exposée au nord et dominant l’Oise, Éragny ne fut jusqu’au xxe siècle qu’un très modeste village.
C’est en 1564 que Jean d'Alesso, dont le père était venu d’Italie avec saint François de Paule, achète la seigneurie d'Éragny. Leur blason, d’azur au sautoir d’or cantonné de quatre limaçons d’argent, a servi de base à celui de la ville. François d'Alesso, marquis d'Eragny fut gouverneur général des Antilles (?-1691). Leurs descendants étendront leur domaine sur la commune et le conserveront jusqu’à la Révolution française où il sera confisqué comme « bien d’émigré ».
En 1632, Charles Antoine de Soulfour, chevalier, seigneur de Gouzangrez fut autorisé à construire une chapelle en son château d'Éragny.
Le 20 mars 1742 le château fût le théâtre d'un crime. Catherine Poquet, âgée de 58 ans environ, veuve d'Alexandre Claude François d'Alesso, marquis d'Éragny, est tuée d'un coup de fusil par Charles Dudefoy, maitre d'école de Neuville, âgé de 23 ans. Celui-ci justifiera son geste : « Elle m'a demandé de tirer un coup de fusil dans son oreille afin de pouvoir guérir de sa surdité ».
 Arrêté, il est « condamné à être pendu et étranglé jusqu'à ce mort s'ensuive, à une potence qui sera dressée vis à vis la porte du château d'Éragny, et ordonne que son corps y demeure 24 heures et soit ensuite porté aux fourches patibulaires de ce bailliage, que tous et chacun de ses biens soient déclarés acquis et confisqués et que sur iceux soit prise la somme de 250 livres d'amende ».
Après avoir interjeté sa condamnation, il reçoit en juillet 1742 des lettres de rémission données par Louis XV, mais on ne sait ce qu'il devient.
Au xviiie siècle, le village se concentrait principalement sur le coteau, au-dessus des prés inondables. Le reste du terroir se partageait entre cultures, vignes et bois. Des carrières de pierre étaient également exploitées dans le méandre de l'Oise. À cette époque, la limite avec Conflans-Sainte-Honorine était formée par le « chemin de Neuville à Paris », également appelé « chemin de l'Ambassadeur » ou encore « chemin des Chasse-Marée », devenu désormais la « rue de l'Ambassadeur » qui marque toujours la limite entre les deux communes et entre les départements du Val-d'Oise et des Yvelines.
Au xixe siècle, un personnage d’importance s'installe : Jacques-Henri Bernardin de Saint-Pierre, célèbre auteur de Paul et Virginie, disciple de Rousseau, prend possession en 1804 de l’ancien presbytère.
Après la mort de l’écrivain à Éragny en 1814, le village retombe dans un relatif anonymat. À la fin du xixe siècle, Éragny compte moins de 500 habitants, vivants essentiellement de l'agriculture et du maraîchage.
Grâce à l’arrivée du chemin de fer (gare d'Éragny - Neuville), on parvient à mettre en exploitation une carrière de calcaire qui jusqu’alors ne servait qu’aux besoins locaux.

L’installation, au xxe siècle, d’une papeterie, a constitué la seule activité industrielle notable, donnant un certain essor à Éragny. Cette papeterie, qui fut aussi la première entreprise à s’installer dans la zone d’activité nouvelle, a donné son nom au quartier où une très belle salle qui abritait les presses à papier a été transformée en salle d’exposition.
L’église du xive siècle a été détruite en juin 1944 par la chute d’un avion bombardier anglais Lancaster abattu par la DCA allemande installée autour de Pontoise dans les anciennes casemates d'origine française de la Ligne Chauvineau pendant la Seconde Guerre mondiale.
Le développement de l’agglomération nouvelle de Cergy-Pontoise, qui a débuté à la fin des années soixante, a fait se transformer la bourgade de village en ville.
De nombreux quartiers ont vu le jour sur ce qu’on appelle « le plateau » et, en moins de vingt ans, Éragny a pris son visage d’aujourd'hui avec ses quelque 16 000 habitants.
Le 16 octobre 2020, Samuel Paty, un professeur d'histoire-géographie au collège du Bois-d'Aulne de Conflans-Sainte-Honorine, est décapité à Eragny, rue du Buisson-Moineau, au motif d'avoir montré des caricatures du prophète Mahomet, quelques jours plus tôt, lors de l'un de ses cours sur la liberté d'expression.

## Politique et administration

### Rattachements administratifs et électoraux
La commune fait partie de la juridiction d’instance, de grande instance ainsi que de commerce de Pontoise,.

### Liste des maires
| Période                                  | Période                       | Identité         | Étiquette   | Qualité |
| ---------------------------------------- | ----------------------------- | ---------------- | ----------- | --- |
| Les données manquantes sont à compléter. |                               |                  |             | |
| 1927                                     | 1935                          | Henri Fillette   |             | Propriétaire d'hôtel-restaurant |
| octobre 1947                             | mars 1965                     | Jean Thomas      | PCF         | Ingénieur EDF, syndicaliste CGT |
| mars 1965                                | 1969                          | Camille Pretot   | DVD         | Retraité |
| 1969                                     | mars 1971                     | Jean Urruty      | PCF         | |
| mars 1971                                | juin 1995                     | Louis Don Marino | PCF         | Artisan Vice-président du SCA puis du SAN de Cergy-Pontoise (1976 → 1995)                                                                                            |
| juin 1995                                | mars 2001                     | Muriel de Coster | UDF         | Secrétaire de direction Conseillère régionale d'Île-de-France (1998 → 2004)                                                                                          |
| mars 2001                                | mars 2014                     | Dominique Gillot | PS          | Secrétaire d'Etat (1999 → 2001) Sénatrice du Val-d'Oise (2011 → 2017) Députée du Val-d'Oise (2e circ.) (1997 → 2002) Conseillère générale de Cergy-Sud (1985 → 2011) |
| mars 2014                                | En cours (au 10 juillet 2020) | Thibault Humbert | UMP → LR-SL | Cadre bancaire Vice-président de la CA de Cergy-Pontoise (2014 → ) Réélu pour le mandat 2020-2026                                                                    |

### Jumelages
La commune d’Éragny maintient trois jumelages. Celui avec Nioko 2 dans la banlieue d’Ouagadougou au Burkina Faso est le plus ancien, suivi du jumelage avec Komló dans le bassin houiller de la Hongrie. Le dernier jumelage en date est celui avec la ville de Munster dans le Land de Basse-Saxe en Allemagne
Éragny est jumelée avec :
- Munster (Örtze) (Allemagne).
- Komló (Hongrie).
- Nioko 2 (Burkina Faso).

## Population et société

### Démographie
L'évolution du nombre d'habitants est connue à travers les recensements de la population effectués dans la commune depuis 1793. Pour les communes de plus de 10 000 habitants les recensements ont lieu chaque année à la suite d'une enquête par sondage auprès d'un échantillon d'adresses représentant 8 % de leurs logements, contrairement aux autres communes qui ont un recensement réel tous les cinq ans,.

En 2022, la commune comptait 18 723 habitants, en évolution de +10,27 % par rapport à 2016 (Val-d'Oise : +4 %, France hors Mayotte : +2,11 %).
| 1793 | 1800 | 1806 | 1821 | 1831 | 1836 | 1841 | 1846 | 1851 |
| ---- | ---- | ---- | ---- | ---- | ---- | ---- | ---- | ---- |
| 908  | 987  | 918  | 874  | 926  | 876  | 884  | 909  | 887  |

| 1856 | 1861 | 1866 | 1872 | 1876 | 1881 | 1886 | 1891 | 1896 |
| ---- | ---- | ---- | ---- | ---- | ---- | ---- | ---- | ---- |
| 886  | 921  | 900  | 412  | 611  | 436  | 466  | 412  | 508  |

| 1901 | 1906 | 1911 | 1921 | 1926 | 1931  | 1936  | 1946  | 1954  |
| ---- | ---- | ---- | ---- | ---- | ----- | ----- | ----- | ----- |
| 515  | 516  | 555  | 684  | 883  | 1 166 | 1 223 | 1 297 | 1 928 |

| 1962  | 1968  | 1975  | 1982   | 1990   | 1999   | 2006   | 2011   | 2016   |
| ----- | ----- | ----- | ------ | ------ | ------ | ------ | ------ | ------ |
| 2 837 | 3 638 | 3 638 | 15 034 | 16 941 | 15 568 | 16 383 | 16 912 | 16 980 |

| 2021   | 2022   | - | - | - | - | - | - | - |
| ------ | ------ | - | - | - | - | - | - | - |
| 18 468 | 18 723 | - | - | - | - | - | - | - |

Neuville-sur-Oise étant partie intégrante de la commune jusqu’en 1868, toutes les données démographiques antérieures comprennent la population de ces deux futures communes, ce qui explique un décrochement dans les tableau et graphique de la population entre 1866 et 1872.
On note un très léger infléchissement de la croissance les dix dernières années, preuve que l’on a atteint la taille nominale, après la très forte croissance de 1975/1982. Au contraire, Cergy-Pontoise, sur la même période affiche une croissance de 16,16 %, montrant que l'agglomération est encore en progression rapide.
La densité actuelle (de 1999) est de 3 291 habitants par km². Elle est très en deçà de celle de Paris (de moins de 10 000hab./km² dans le 1er arrondissement à plus de 40 000hab./km² dans le XXe arrondissement, données 1999), et au-dessus de la densité moyenne de l’Île-de-France (900 hab./km²), ce qui est normal pour une zone urbaine.

### Revenus des habitants
En 2012, le revenu médian des ménages était de 21 899 euros, de 10 % supérieur à la médiane de France métropolitaine, 19 786 euros. Rapporté à une proportion de personnes seules de 8 %  alors que la moyenne en France métropolitaine est de 15 %, cela fait un revenu par habitant très proche de la moyenne. Les taux de pauvreté par classe d'âge sont proches de la moyenne nationale, sauf pour les moins de 30 ans pour qui ce taux est d'environ 18 % à confronter à une moyenne nationale de 22 %. La population est plus jeune que la moyenne nationale, de ce fait la part des pensions et revenus du patrimoine est bien plus faible, tandis que la part des revenus provenant de l'activité est de 84 % par rapport à une moyenne nationale de 73 %.

### Enseignement
La ville d’Éragny possède une école maternelle , sept écoles élémentaires, deux collèges et un lycée professionnel.
La ville d’Éragny possède une école maternelle «indépendante », l'école maternelle de la Challe, les autres se trouvant au sein de groupes scolaires regroupant des classes élémentaires et maternelles :
- École élémentaire des Longues Rayes.
- Groupe scolaire du Bois.
- Groupe scolaire de la Butte.
- Groupe scolaire des 10 Arpents.
- Groupe scolaire du Grillon.
- Groupe scolaire Henri-Fillette.
- Groupe scolaire Pablo-Neruda.
- Groupe scolaire Simone Veil.

La ville d’Éragny dispose de deux collèges, le collège Pablo Picasso et le collège Léonard de Vinci. Un lycée professionnel prépare aux métiers de la gastronomie et aux techniques du froid, le lycée Auguste Escoffier.

### Manifestations culturelles et festivités
La Quinzaine de la qualité de la vie : Depuis 2001, la commune d’Éragny s’engage à améliorer la qualité de la vie de chacun. De multiples actions illustrent cet engagement comme l’utilisation de vélos électriques, la récupération d’eau de pluie ou l’arrêt de l’utilisation de pesticides et insecticides chimiques. Durant le mois de novembre, deux semaines sont consacrées à la qualité de la vie. Des expositions, animations et spectacles sont proposés gratuitement aux Éragniens. Après « l’arbre », « la sécurité routière », « l’énergie » et « la santé », le thème de l’année 2007 est « l’eau ».

## Culture locale et patrimoine

### Lieux et monuments

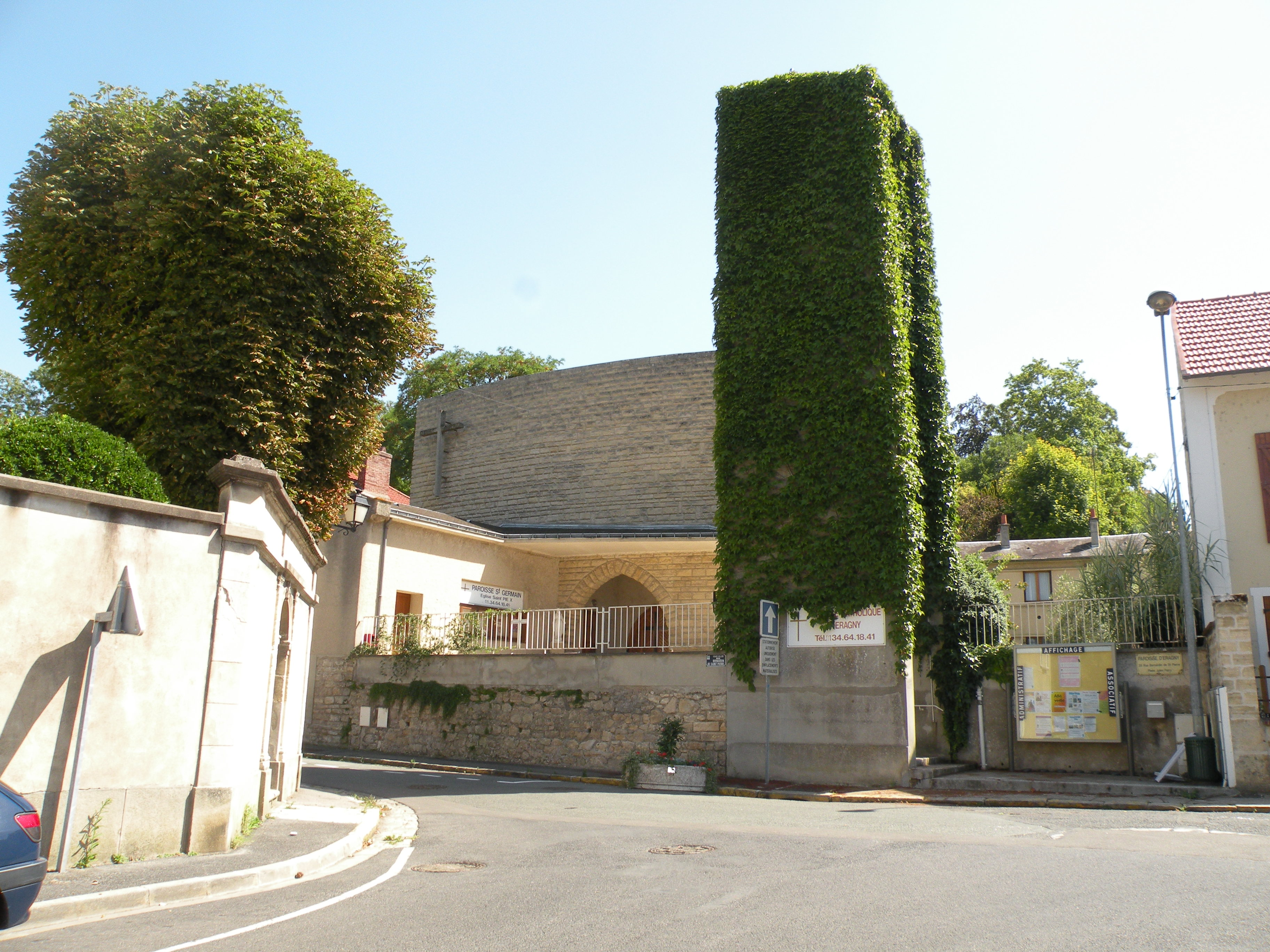
Église Saint-Pie-X.

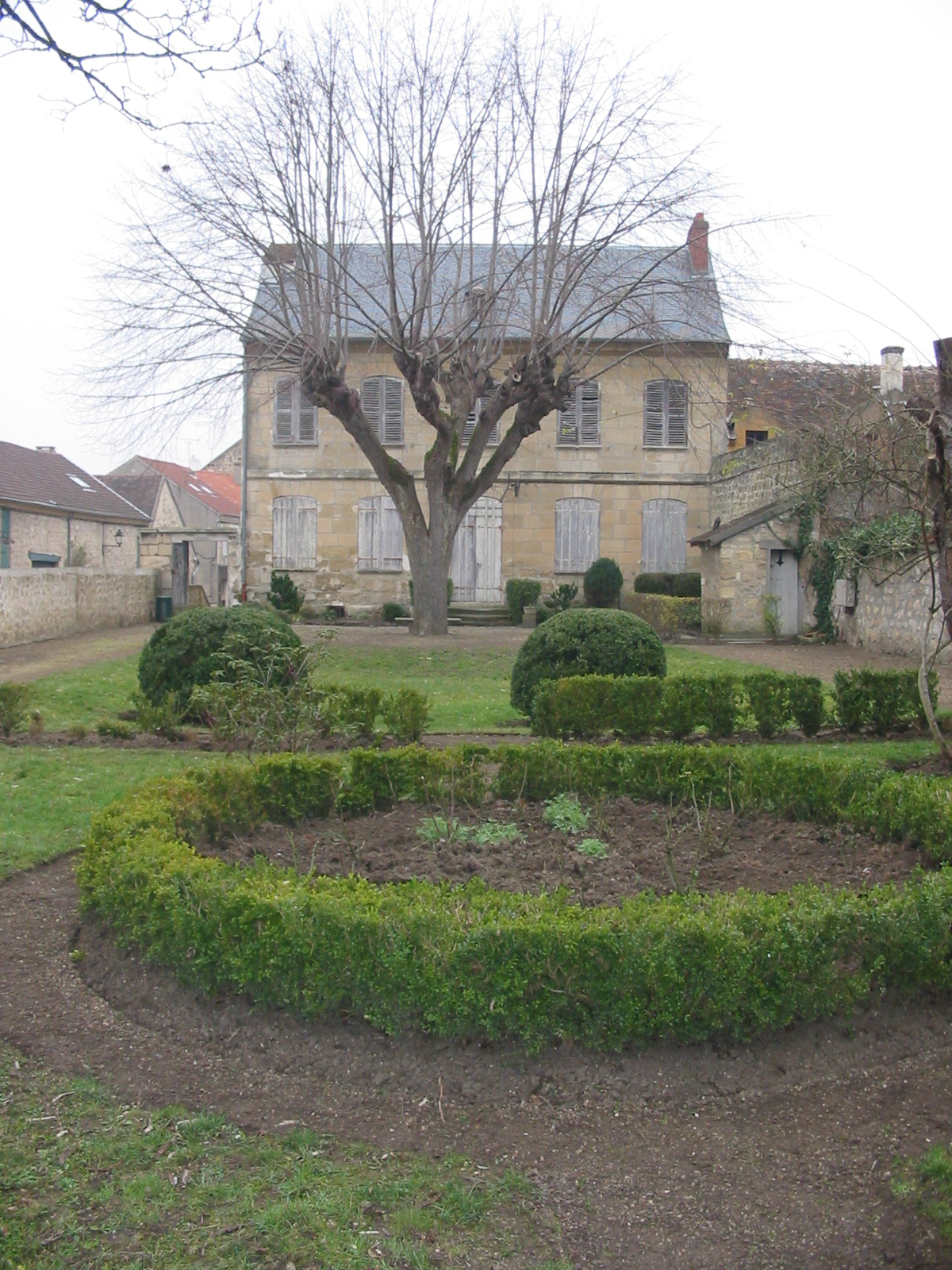
Le presbytère où vécut et mourut Bernardin de Saint-Pierre.

Éragny ne compte aucun monument historique classé ou inscrit sur son territoire.
- Presbytère, 31 rue Bernardin-de-Saint-Pierre : Souvent appelé le prieuré, ce presbytère est construit sous le curé Sigogne vers le milieu du XVIIIe siècle. Sous la Révolution française, son successeur meurt sous la guillotine, et la maison change plusieurs fois de propriétaire avant d'être donnée en 1804 à Bernardin de Saint-Pierre pour éteindre une dette de famille. L'écrivain, connu surtout pour Paul et Virginie, habite les dix dernières années de sa vie dans l'ancien presbytère. La municipalité le rachète en 1834[34].
- Source du ru, rue de la Fontaine : Cette source réputée jusqu'au début du XXe siècle pour sa bonne qualité se situe dans un local sous la rue. L'eau alimente ensuite un lavoir, avant de disparaître dans une canalisation enterrée le long de la rue du Ru, s'écoulant vers l'Oise[34].
- Maison des pêcheurs, 24 rue de la Fontaine : Cette maison construite derrière une guinguette des bords de l'Oise était destiné aux pêcheurs du dimanche parisien, profitant de la proximité d'avec la gare. Le rez-de-chaussée et l'étage contiennent à l'origine des pièces à accès individuel, ceux de l'étage étant accessible par un balcon extérieur[34].
- Portail de l'ancien château, 6 rue de Saint-Ouen-l'Aumône : Les deux piliers carrés du portail sont le dernier vestige du château des d'Alesso du milieu du XVIe siècle. Du fait que le seigneur est appelé en Martinique par le roi Louis XIV, l'entretien du château est négligé, et il s'effondre avant la Révolution. Le parc a été morcelé, et son site est aujourd'hui traversée par une route. Les dépendances du château subsistent encore en partie[34].
- Mairie, 170 rue Nationale : Elle est installée dans l'ancienne demeure de M. Moreau, maire d'Éragny décédé en 1895 au cours de son mandat. La maison est ultérieurement acquise par la papeterie Grillet-et-Féau, qui la subdivise pour y loger ses directeurs. Ce n'est qu'après la cessation d'activités de l'usine que la municipalité rachète la propriété pour y installer sa mairie. Face à l'afflux de nouveaux habitants, l'ancienne mairie-école de 1899 est en effet devenue insuffisante. Le parc de la mairie est ouvert à la promenade pour tous. Il contient encore le premier château d'eau de la papeterie, s'étant vite avéré trop petit[34].
- Ancienne mairie-école, route Nationale : Ce bâtiment en pierre de taille à un étage est bordé par une unique aile latérale, ayant accueilli l'école des garçons. Le conseil municipal avait longtemps hésité entre un emplacement au centre du village ancien et le quartier nouveau le long de la route Nationale[34].
- Église Saint-Pie-X : Elle a été construite à la fin des années 1950 pour remplacer l'église précédente, entièrement détruite pendant la Seconde Guerre mondiale.
- Écurie de l'armée, clos du Manège : Sous l'appellation de dépôt de Remonte, l'armée de terre entretenait à Éragny un haras composé de sept écuries identiques, construit au début du XXe siècle. Le dépôt cesse de fonctionner dès 1918 lors de la mise en service des casernes de Pontoise. L'une de ces écuries est aujourd'hui utilisée par un cercle hippique[34].

### Équipements culturels

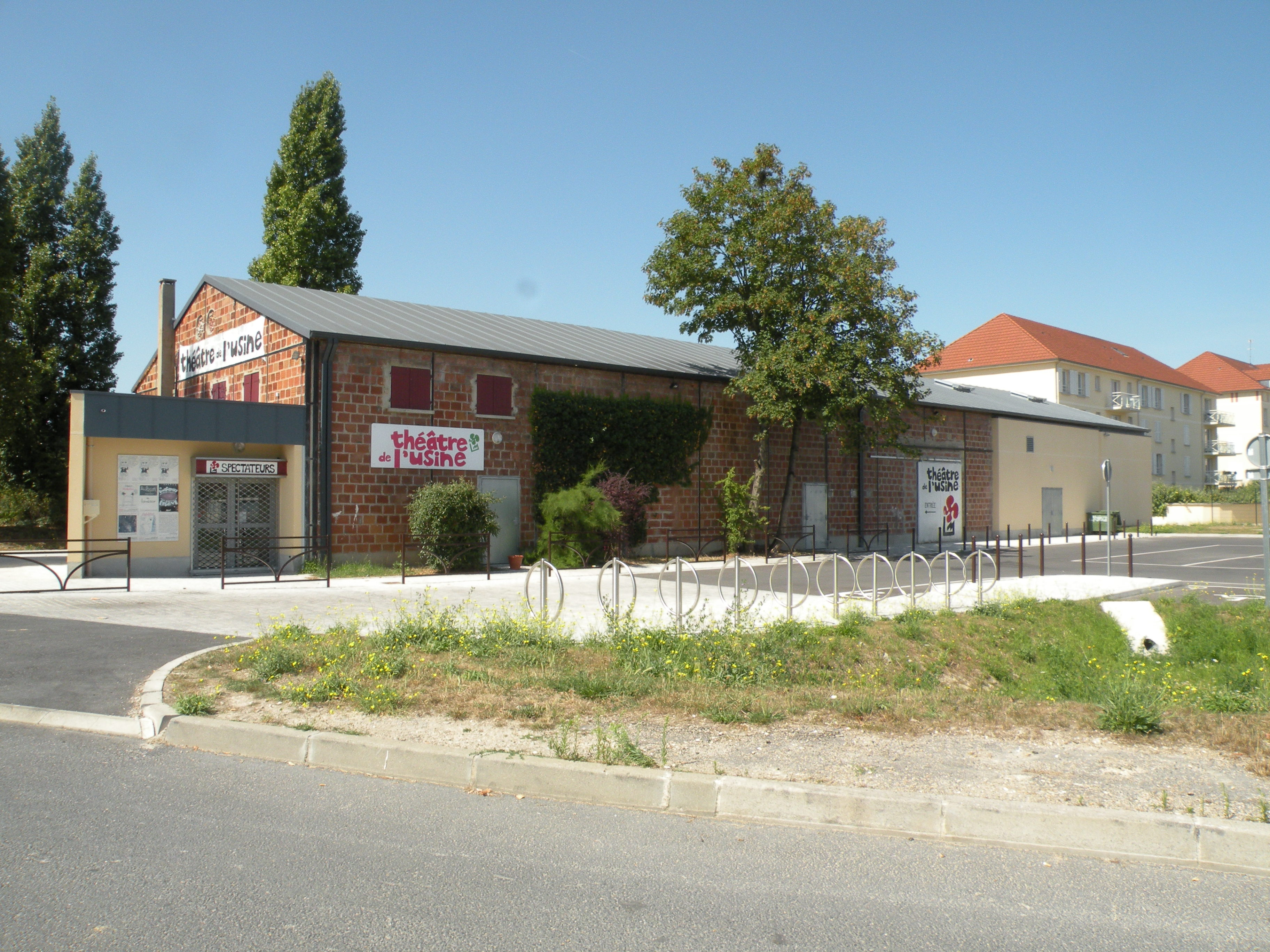
Le théâtre de l'Usine.

- Le Théâtre de l'Usine : installé dans une ancienne usine de papeterie dans le quartier de la gare au début des années 1980. Hubert Jappelle (metteur en scène, comédien et graphiste) crée le Théâtre de l'Usine. Ce théâtre est un lieu de création artistique dédié aux œuvres du répertoire offrant des pièces de théâtre pour comédiens et marionnettes[35]. Ce théâtre est animé par la compagnie Hubert Jappelle jusqu'en 2023. Il est depuis juillet 2024 géré par un collectif d'artistes.
- Le Théâtre de Cristal : installé dans un bâtiment rue des Mésanges. La compagnie est dirigée par Olivier Couder et a pour but de permettre aux personnes atteintes de handicap de faire du théâtre[36]
- La salle des Calandres : situé derrière le Théâtre de l'Usine, cette salle polyvalente se trouve dans les anciens locaux de la salle des Calandres de la papeterie Grillet et Féau. Restaurée en 1997 par Frédérique Jung, elle est depuis lors un lieu d'exposition privilégié.

### Personnalités liées à la commune
- Jacques-Henri Bernardin de Saint-Pierre (1737-1814), écrivain, habite Éragny de 1804 jusqu'à sa mort.
- Jean-Noël Deluche Lacroze, curé et maire d'Éragny, mort sur l’échafaud durant la Révolution[37],[38]
- Presnel Kimpembe a commencé à jouer au football en 2002 à l'AS Éragny.
- Octave Linet (1870-1962), peintre impressionniste.
- Frédéric Samuel Cordey (1854-1911), peintre impressionniste.
- Paul Dukas (1865-1935), compositeur, y a passé ses vacances avec son frère Adrien entre 1898 et 1907[39].
- Auguste de Méritens y a mis fin à ses jours en octobre 1898.
- Camille Pissarro (1830-1903), peintre
- Jean d'Alesso, seigneur d’Éragny entre 1565 et 1572
- Samuel Paty (1973-2020), professeur d'histoire-géographie au collège du Bois-d'Aulne. Habitant à Éragny et assassiné sur la même commune lors d'un attentat en 2020[40].
- Abbé Jean Duvallet (1921-2007), fondateur de la Cité de l’Espérance à Éragny dans les années 1940[41].
- Henri Fillette (1870-1935), ancien maire d’Éragny, officier d'Académie.

#### Liste des seigneurs d'Éragny
- Mention en 1099 : Raoult II de Pontoise (Raoult Déliès le délicat) : Offre l'église d’Éragny aux prieurs de Saint-Martin-des-Champs[42].
- À partir de ce moment et ce jusqu'au XIIIe siècle, Éragny appartient aux prieurs de Saint-Martin-des-Champs.
- Mention en 1201 : Geoffroy d’Éragny[43]
- Mention en 1227 : Guillaume d’Éragny, chevalier[43]

D'après Odile Caffin-Carcy, historienne ayant écrit un livre sur l'histoire du château et des seigneurs d’Éragny, il existe un vide de trois siècles dans la documentation, ce qui explique qu'il n'y a pas de mention de seigneur pour Éragny entre le XIIIe et le XVIe siècle.
- 1539-1552 : Noël de Sulfour[18].
- 1552-1560 : Jean de Pertuis, seigneur d'Éragny et de Marines.
- 1560-1565 : Claude Briconnet.
- 1565-1572 : Jehan d'Allezzo.
- 1572-1616 : François d'Allezzo, fils du précédent, conseiller du roi en la cour du parlement de Paris, seigneur d'Éragny. Décédé le 3 juin 1616 son corps est transporté au couvent des Minimes de Nigeon à Paris deux jours plus tard.
- 1616-1638 : Olivier d'Allezzo, fils du précédent, correcteur à la chambre des Comptes. Décédé le 23 septembre 1638 son corps est transporté au couvent des Minimes de la place Royale à Paris. En 1623, d'Allezzo est francisé en d'Allesso.
- 1638-1645 : François d'Allesso, fils du précédent, conseiller et maitre aux requêtes. Décédé le 19 juillet 1645 son cœur est enterré sous le marchepied de l'autel de la chapelle des Alesso dans l'église d'Éragny et son corps est porté à Paris.
- 1645-1660 : Jean d'Allesso, fils du précédent, écuyer et seigneur d'Éragny.
- 1660-1700 : François d'Allesso, fils de François d'Allesso (1638-1645), écuyer et seigneur d'Éragny.
- 1700-1715 : Marie-Jeanne Bénigne d'Allesso, fille de Jean d'Allesso (1645-1660).
- 1715-1740 : François d'Allesso, gouverneur et lieutenant pour le roi des îles et terres fermes d'Amérique.

Il est probable qu'à partir de 1740, la seigneurie d'Éragny fut réunie à celle de Neuville.

#### Liste des curés de la paroisse d’Éragny
- XIIIe siècle : Galterus

Il existe ensuite un vide dans les connaissances jusqu'en 1468-1470 avec une vacance de la paroisse jusqu'à une date inconnue.La liste présentée ici reprend au XVIe siècle, mais jusqu'à la fin du XVIIe siècle, la plupart des dates sont inconnues.
- ????-1682 : Benniy
- 1682-1742 : Pierre Louis Noüette
- 1742-1755 : Mazière
- 1755-???? : Jean le Heurteur
- ????-1789 : Benigne Sigongne
- 1789-1791: Renouvin
- 1791-1794 : Jean-Noël Deluche-Lacroze

Il existe ensuite un vide entre 1794 et les années 1870-1880.
- ????-1889 : Moulin
- 1889-1906 : Henry
- 1906-1941 : Guézigou
- 1941-1961 : Laynaud
- 1961-1981 : Fluch
- 1981-1993 : Charles Perroche
- 1993-2000 : Henri-Marie Tyl

Entre 2000 et 2001 se succède des prêtres de remplacement.
- 2001-2005 : Henri de la Salle
- 2005-2012 : Christian Durozoy
- 2012-2014 : Corneille Kimmakon
- 2014-2018 : Ange G'Betie
- Depuis 2018 : Ange Folly Ngot

### Sculptures du 1% Artistique
On compte à Éragny une sculpture du 1 % artistique (politique de l'État visant à faire entrer l'art dans les bâtiments publics) par établissement scolaire. Il n'en existe pas pour le lycée professionnel Auguste-Escoffier.
- Jeu Pour Enfant, Jacques Renaud, 1979, école les Longues Rayes (disparu).
- Visages, Pascal Sautelet et Anne Marguinaud, 1980, école la Butte.
- Mur Jeu, Marianne Roelsgaarde, 1983, école maternelle La Challe.
- Rocher, Ion Vlad, 1979, école des Dix Arpents.
- Arbre, Claude Abeille, 1983, école Pablo Néruda.
- Puzzle en bois, Emilie Hericourt, 1978, école du Bois.
- Damier, artiste inconnu, années 1970, école du Grillon (disparu).
- Femme, Philolaos Tloupas, 1977, collège Pablo Picasso.
- Icare, Bernard Vié, 1988, collège Léonard de Vinci.

### Héraldique

Logo

| Blason de Éragny | Blason  | D'azur au sautoir d'or accompagné en chef d'une fleur de lys du même, aux flancs de deux limaçons d'argent posés en pal et affrontés par leur pied, en pointe d'une boucle d'Oise stylisée du même ; sur le tout de sinople aux deux palmes stylisées adossées aussi d'argent, soutenues d'une fasce ondée en barre et alésée du même |
| Blason de Éragny | Détails | Les armes d'Eragny sont dérivées des armes de la Famille d'Alesso Le statut officiel du blason reste à déterminer. |